# Rise Records
Rise Records és un segell discogràfic estatunidenc amb seu a Beaverton, centrat principalment en artistes de rock alternatiu i punk rock.

## Història
Rise Records va ser fundat l'any 1991 per Craig Ericson a Nevada City (Califòrnia). Va publicar uns pocs discos de 7" abans d'interrompre l'activitat del segell per assistir a la universitat. Ericson no va tornar a publicar fins al 1999, després de traslladar-se a Portland. El juliol de 2013, l'empresa es va traslladar de Portland a Beaverton. El segell té un acord de distribució amb Alternative Distribution Alliance, l'empresa propietat de Warner Music Group, i per a Europa i Austràlia directament amb Warner Music i BMG.
El 18 de maig de 2015, BMG va anunciar l'adquisició del Rise Records, mantenint la seva seu i a Ericson al capdavant. El 8 de desembre de 2017 Ericson va anunciar que plegava. El 18 de febrer de 2021 Rise Records va anunciar una associació amb Blue Swan Records, discogràfica fundada pel guitarrista de Dance Gavin Dance Will Swan.